# Paradasys
Genre
Paradasys est un genre de gastrotriches de la famille des Cephalodasyidae.

## Liste des espèces
Selon World Register of Marine Species (23 juin 2025) :
- Paradasys bilobocaudus Hummon, 2008
- Paradasys hexadactylus Karling, 1954
- Paradasys lineatus Rao, 1980
- Paradasys littoralis Rao & Ganapati, 1968
- Paradasys pacificus Schmidt, 1974
- Paradasys subterraneus Remane, 1934

## Systématique
Ce genre a été décrit par Remane en 1934. Il est placé dans les Cephalodasyidae par Hummon (d) et Todaro (d) en 2010.

## Publication originale
- (de) Remane, «  Die Gastrotrichen des Kuestengrundwassers von Schilksee », Schriften des Naturwissenschaftlichen Vereins für Schleswig-Holstein, 1934, vol. 20, p. 473-478.